# Qumran Instituut

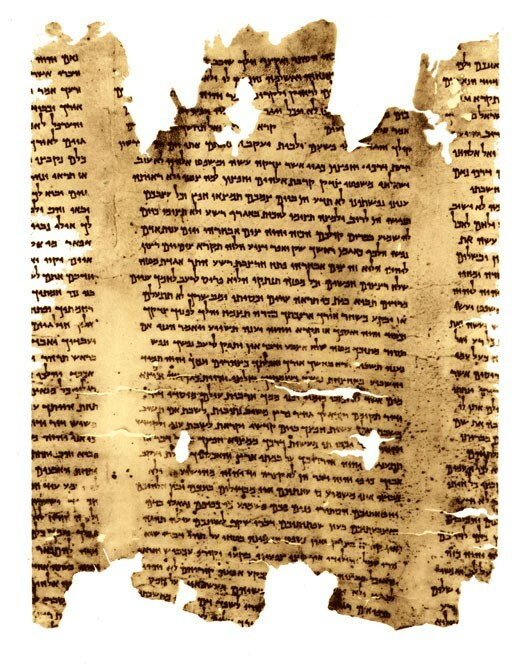
Dode Zee Rol - Isaiah tekst

Het Qumran Instituut is een wetenschappelijke instelling die deel uitmaakt van de Rijksuniversiteit Groningen.

## Oprichting en doelstelling
Het instituut werd in 1961 opgericht door de hoogleraar Adam Simon van der Woude. Het is het enige expertisecentrum in Nederland dat zich enkel bezighoudt met de bestudering van het vroege Jodendom en de Dode Zeerollen. Internationaal coördineert het instituut het onderzoek op dit gebied en organiseert het wereldwijde kennisuitwisseling en documentatie en verzorgt publicaties. Het instituut is actief betrokken bij de uitgave van wetenschappelijke publicaties in boekvorm, redigeert tijdschriften en series. Ook de internationale website van de International Organization for Qumran Studies (IOQS) wordt door het Instituut onderhouden. Het instituut heeft ook een publieksfunctie: het verschaft inlichtingen en geeft op verzoek lezingen over het antieke Jodendom en de Dode Zeerollen.

## Onderzoek en studie
In zijn onderzoek richt het instituut zich vooral op de Dode Zeerollen en de opgravingen die gedaan zijn en worden rond de nederzetting Qumran. Inmiddels zijn er van de meer dan tienduizend gevonden fragmenten van de Dode Zeerollen meer dan negenhonderd manuscripten gereconstrueerd. In samenhang hiermee worden geschiedenis, cultuur en literatuur van het vroege Jodendom, die onder te verdelen is in de Perzische, Hellenistische en Romeinse periode, bestudeerd.

## Dode Zeerollen en nederzetting
De Dode Zeerollen behoorden waarschijnlijk toe aan een religieuze Joodse groep of sekte die de plaats Qumran tussen de eerste eeuw voor en de eerste eeuw na Christus bewoonde. De rollen die bestudeerd worden bevatten zowel sektarische als heel andere teksten, zoals als Bijbelse verhalen, apocriefen en pseudepigrafe literatuur. De rollen zijn van groot wetenschappelijk belang omdat ze inzicht verschaffen in de gemeenschap van Qumran in die periode en ook nieuw licht kunnen werpen op vele aspecten van het Jodendom in algemene zin.